# General Díaz (Asunción)
General Díaz es un barrio de la ciudad de Asunción, capital de la República del Paraguay.

## Características
El territorio del barrio General Díaz se caracteriza por elevaciones y pendientes bastante pronunciadas, entre las que se destaca la Loma Tarumá, entre las calles México, Caballero, Rep. de Colombia y Rodríguez de Francia.

## Límites
El barrio General Díaz tiene como limitantes a las avenidas/calles Rodríguez de Francia, EE. UU., Acuña de Figueroa (5.ª Avenida), Alberdi, Teniente Fariña y Antequera.
- Al norte limita con los barrios Catedral y San Roque.

- Al sur limita con el barrio Obrero

- Al este limita con el barrio Pettirossi.

- Al oeste limita con los barrios Tacumbú y La Encarnación.

## Superficie
Su superficie es de 0,83 km²; con uso de suelo comercial y habitacional.

## Principales avenidas
Las avenidas más importantes son José Félix Bogado, Rodríguez de Francia, Acuña de Figueroa y EE. UU.

## Transporte
El barrio cuenta con servicio de transporte público. Algunas líneas de ómnibus que lo recorren son: 14, 6, 41, 16, 26, 33, 23, 15, 12, 38,30,27 y 44

## Historia
Desde tiempos remotos la zona era conocida como Loma Tarumá, una de las siete colinas de la Asunción de antaño, el barrio tuvo sus orígenes en la propiedad de John William Whitehead, ingeniero inglés encargado de la construcción del ferrocarril paraguayo y la fundición de hierro de Ybicuí, traído por Francisco Solano López durante su viaje por Europa, el casco de su propiedad se encuentra hasta hoy sobre la calle México entre Rep. de Colombia y Rodríguez de Francia. Luego de la guerra la propiedad fue loteada dando origen al barrio, A principios del siglo XX en el barrio se instalaron numerosas familias judías y sirio-libanesas conociéndosele como barrio Palestina, posteriormente adoptó su nombre actual. 
En este barrio se encuentra la Intendencia de Ejército donde se confeccionaban las ropas y zapatos que serían enviados a los soldados durante la Guerra del Chaco. Otras instituciones antiguas eran el Liceo Acosta Ñú (hoy trasladado al interior del país), y Colegio Militar, actualmente Colegio Nacional de Comercio N.º 1.

## Geografía
Situado en la ciudad de Asunción, capital del Paraguay, en el Departamento Central de la Región Oriental, dentro de la bahía del Río Paraguay, ciudad cosmopolita, donde confluyen personas de distintas regiones del país y extranjeros que la habitan, ya arraigados en ella.

## Clima
El clima subtropical, la temperatura media es de 28 °C en el verano y 17 °C en el invierno. Los vientos que predominan son del norte y sur. El promedio anual que se presenta es de precipitaciones 1700 mm.

## Vías y medios de comunicación
Las principales vías de comunicación más importantes son las avenidas José Félix Bogado, Gaspar Rodríguez de Francia y Acuña de Figueroa, las cuales están totalmente asfaltadas.
Los canales que operan son cuatro canales de televisión abiertos y varias empresas que emiten señales por cable. Existen una conexión con veinte emisoras de radio que transmiten en frecuencias AM y FM. Cuenta con los servicios telefónicos de Copaco y los de telefonía celular, además se dispone de otros medios de comunicación y los diarios capitalinos son distribuidos en todos los lugares del barrio.

## Población
El barrio General Díaz cuenta con una población de 7.140 habitantes aproximadamente, de los cuales 43.6% son hombres y el 56,53% mujeres.
La densidad poblacional presenta 8.560 habitantes por km².

## Demografía
Cuenta con 1.902 viviendas aproximadamente con un promedio de 4 habitantes por cada una de ellas.
- Las familias que cuentan con los servicios de energía eléctrica representan un 100%.
- Las familias que cuentan con los servicios agua corriente representan un 100%.
- Las familias que cuentan con los servicios desagüe cloacal representan un 95%.
- Las familias que cuentan con los servicios recolección de basura representan un 100%.

En el barrio se encuentran diversos centros entre los cuales se mencionan los centros asistenciales y consultorios médicos privados, un policlínico y un sanatorio con servicios de internación y análisis clínicos.
El sistema educativo presenta dos tipos de gestión las privadas y las públicas, un liceo privado, además de otras instituciones educativas.
Las familias que habitan en la zona pertenecen a los estratos medio y alto y sus componentes son por lo general profesionales, empleados y comerciantes.

## Principales problemas del barrio
Los problemas de la zona están directamente relacionados con aspectos socioambientales y, principalmente, con la falta de conciencia ciudadana. Algunos de ellos son los siguientes:
- La falta de señalización es un factor muy importante que está pendiente en el barrio.
- Falta de barrido en la zona.
- Carencia de aseo y limpieza de calles.
- Los escombros en las veredas son un factor muy negativo en la zona.
- Inconsciencia debido al lavado de automóviles en la calle.
- Falta de planes y programas de arborización para el barrio.
- La contaminación sonora a consecuencia de los ruidos molestos (altoparlantes).

## Instituciones y organizaciones existentes
- Partido Revolucionario Febrerista

## Instituciones no gubernamentales

### Religiosas Católicas
- Santuario Nacional Nuestra Señora del Perpetuo Socorro
- Radio Comunitaria "Perpetuo Socorro FM 87.5 MHZ" Dependiente del Santuario Nacional Ntra. Sra. del Perpetuo Socorro
- Parroquia San Roque González de Santa Cruz

### Otras
- Iglesia Evangélica "Templo de Dios"

### Servicios Sanitarios
- Sanatorio Británico

### Educativas
- Escuela Bás. N° 1040 Redentorista Priv. Subv. Nuestra Señora del Perpetuo Socorro
- Liceo Acuña de Figueroa
- Instituto Paraguayo

### Canales de Televisión
- Unicanal

## Instituciones gubernamentales

### Policiales
- Comisaría 3°

Servicio Sanitario
- Policlínico San Antonio

Educativas:
- Escuela Graduada N° 5 General José E. Díaz

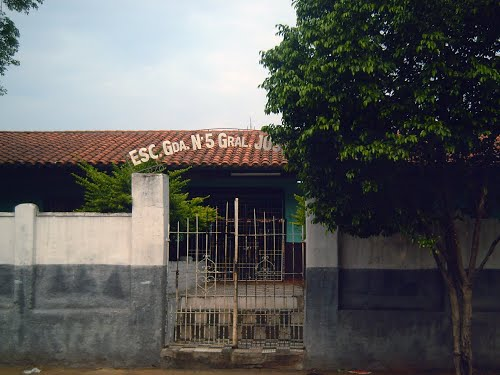
Escuela N.º 5 Gral. José E. Díaz.

- Escuela Nacional de Comercio N.º 1

Estatales
- Ministerio del Interior
- Intendencia del Ejército
- Radio Nacional del Paraguay
- Dirección General de Jubilaciones y Pensiones, del Ministerio de Hacienda.

Municipales
- Mercados
- Mercado Municipal N°1